# Cimburga de Mazovia
Cimburga de Mazovia, supranumită cea cu Buza Groasă, (în germană Cymburgis von Masowien, Cimburga sau Zimburg, în poloneză Cymbarka mazowiecka; n. 1394 sau 1397, Varșovia, Ducatul Mazovia – d. 28 septembrie 1429, Türnitz⁠(d), Arhiducatul Austriei) a fost o prințesă poloneză din dinastia Piast și ducesă de Austria prin căsătoria cu ducele Ernest I al Austriei. Cimburga fost mama împăratului romano-german Frederic al III-lea și astfel una dintre străbunicile dinastiei de Habsburg.

## Biografie
Cimburga era fiica lui Siemovit al IV-lea, duce de Mazovia și a soției lui, Alexandra de Lituania. Mama ei a fost sora regelui polonez Vladislav al II-lea Jagello și nepoata pe linie maternă a ducelui Alexandru de Tver al Marelui Ducat Vladimir-Suzdal. Fratele ei Alexandru de Mazovia⁠(d) a fost Episcop principe de Trento între 1424 și 1444 și Patriarh al Aquileiei între 1439 și 1444.
În literatura de specialitate nu există aproape nicio informație despre Cimburga care să fie dovedită științific.
Există versiuni diferite, contradictorii, provenind din cronicile secolului al XV-lea, despre motivele politice ale căsătoriei prințesei Cimburga cu Ernest I. În timp ce în cercetările mai vechi regelui Sigismund i s-a atribuit un rol esențial în încheierea acestei căsătorii, cercetarea mai recentă presupune că de fapt inițial căsătoria a făcut parte dintr-o alianță împotriva lui. În contrast cu caracterul coleric al soțului ei, Cimburga avea un temperament calm pe care l-a moștenit primul ei fiu și viitorul împărat romano-german Frederic, care s-a născut la trei ani după căsătorie. Cimburga a adus la Wiener Neustadt, noua ei reședință, câțiva membri ai propriei suite care s-au stabilit acolo. În timpul căsătoriei Cimburga s-a aflat foarte des în acest oraș, prezența ei acolo fiind dovedită chiar și după moartea soțului ei. Ea a păstrat în continuare legătura cu familia ei.
După ce soțul ei a primit titlul de Arhiduce pe 18 martie 1414, Cimburga a purtat oficial titlul de Arhiducesă. După moartea lui Ernest, fratele său ducele Frederic al IV-lea a primit tutela copiilor lor (așa cum fusese stabilit anterior) care a preluat astfel stăpânirea teritoriilor din Austria Interioară. Copiii au rămas inițial cu Cimburga. Ea a murit în 1429 la Türnitz în timpul unui pelerinaj spre Mănăstirea Mariazell și a fost înmormântată în mănăstirea Lilienfeld.
Între statuile de bronz în mărime naturală pe care nepotul ei, împăratul Maximilian I le-a comandat pentru mormântul său din biserica „Hofkirche” din Innsbruck se află și statuia ei.

## Căsătoria și descendenții
În februarie 1412 Cimburga s-a căsătorit cu ducele Ernest I al Austriei. Descendenții lor au fost:
- Frederic al III-lea (1415–1493), împărat al Sfântului Imperiu Roman, căsătorit cu Eleonora a Portugaliei (1434–1467), fiica regelui Eduard al Portugaliei și a soției sale, Eleonora de Aragon;
- Margareta (1416–1486) căsătorită cu Frederic al II-lea (1412–1464), duce și principe elector al Saxoniei;
- Albert al VI-lea (1418–1463), arhiduce al Austriei căsătorit cu Matilda a Palatinatului (1418–1482), fiica principelui elector Ludovic al III-lea și a soției lui, Matilda de Savoia;
- Alexandra (d. 1421);
- Rudolf (d. înainte de 1424);
- Leopold (d. înainte de 1424);
- Caterina (1420–1493) căsătorită cu Carol I, Margraf de Baden (1427–1475);
- Anna (d. 11 noiembrie 1429);[9]
- Ernst (al II-lea) (d. 10 august 1432).[9]

## Legendele

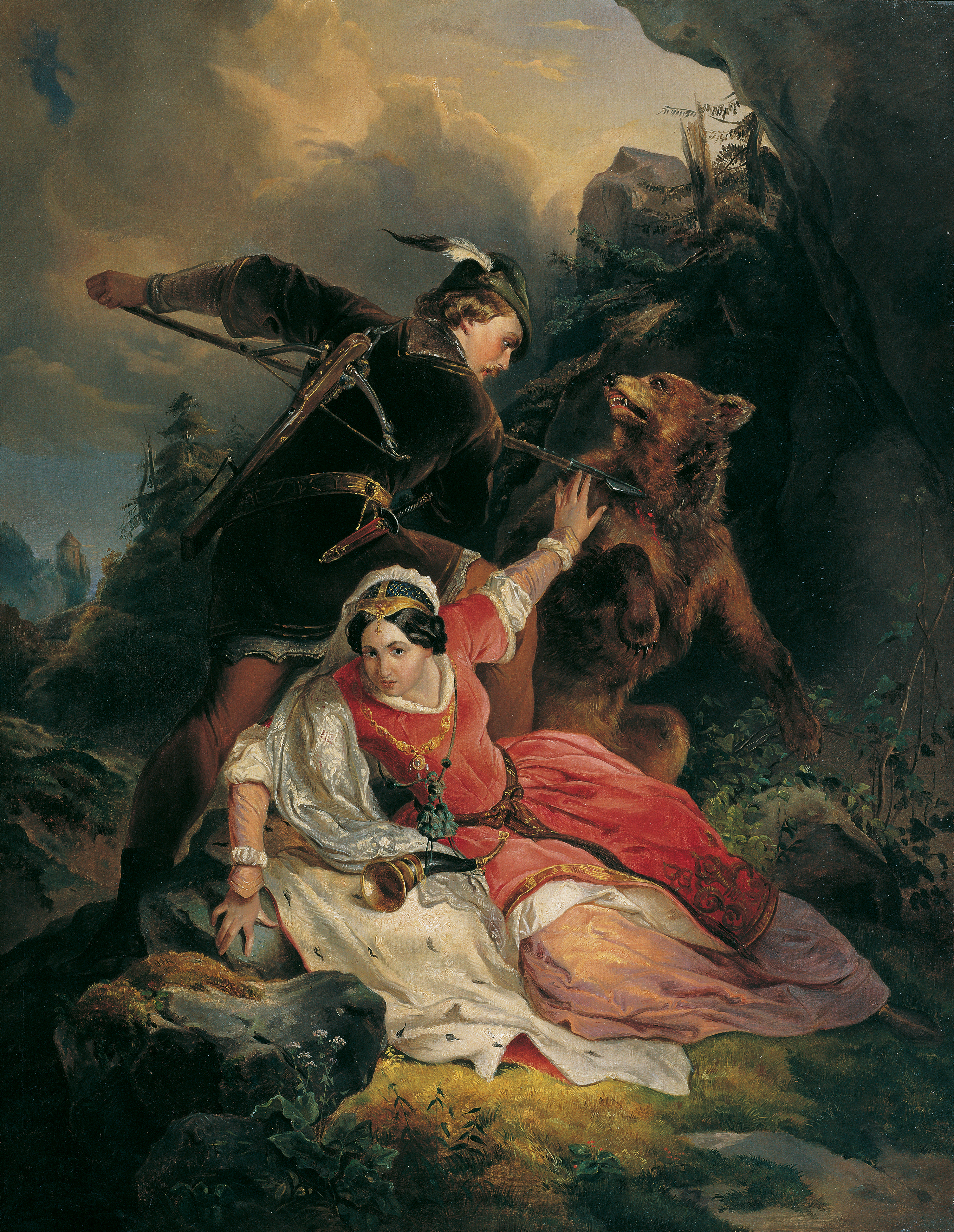
Franz Dobiaschofsky: Ducele Ernst cel de Fier o salvează pe Cimburga de Mazovia (1850)

Se presupune că faimoasa buză groasă habsburgică de la Cimburga a fost moștenită în familia de Habsburg de-a lungul generațiilor până în secolul al XVIII-lea, caracteristică ce există și astăzi, deși nu este atât de pregnantă ca în trecut. Se spune că Cimburga era atât de puternică încât putea trage cu o mână o căruță încărcată și în același timp, cu cealaltă mână putea îndoi o potcoavă; sau că putea scoate cuie de fier din perete doar cu mâna.
În scrierea Oglinda de onoare a Casei de Austria (1555/1559) Johann Jakob Fugger (1516–1575) a lăsat o legendă despre călătoria de mireasă a prințesei Cimburga, în timpul căreia ea l-a întâlnit pentru prima dată la vânătoare pe viitorul ei soț, Ernest, care i-a salvat viața. În Muzeul Belvedere din Viena există o pictură a lui Franz Dobiaschofsky din 1850, care are ca subiect această legendă.